# João Asen II da Bulgária
João Asen II (em búlgaro: Иван Асен II; romaniz.: Ivan Asen) foi o imperador da Bulgária entre 1218 e 1241. Filho de João Asen I (r. 1189–1196), é considerado um dos mais importantes monarcas búlgaros. Após derrubar e cegar seu primo Boril da Bulgária (r. 1207–1218) proclamou-se tsar. Conseguiu restaurar o Patriarcado da Bulgária em 1235, separando-o da Sé de Roma, cunhou as primeiras moedas búlgaras que não eram imitações de outras estrangeiras, suprimiu revoltas internas dos boiardos e expandiu o território búlgaro, em especial em 1230, quando derrotou Teodoro Comneno Ducas, déspota do Epiro. Demonstrou ainda habilidade diplomática firmando um tratado com Ragusa. Porém, sua política externa foi inconsistente, principalmente na relação da Bulgária com os impérios de Niceia e o Latino.

## Biografia

### Primeiros anos
João Asen II era filho de João Asen I com sua esposa Helena. Ela, que morreu em 1235, é por vezes creditada como sendo filha de Estêvão Nêmania da Sérvia, o que é questionável. Seu pai foi um dos fundadores da dinastia Asen e do Segundo Império Búlgaro juntamente com o irmão e tio de João Asen II, Pedro IV. Depois da morte de seu tio João I, o Bom (Joanitzes), em 1207, seu primo, Boril usurpou o trono e forçou João Asen a fugir para o principado rus' de Galícia-Volínia. Com o apoio dos rus', ele conseguiu retornar à Bulgária em 1218 e derrubou o primo, coroando-se como imperador. Tendo se consolidado no trono, João então se dedicou a recuperar as perdas que a Bulgária sofreu durante o reinado de Boril.

### Relações exteriores

Brasão de João Asen II

O retorno de André II da Hungria da Quinta Cruzada em 1218 deu-lhe a oportunidade de combinar uma aliança matrimonial com os húngaros. Sua nova esposa, Ana da Hungria, trouxe como dote os territórios perdidos na região de Belgrado. João também se aliou com Teodoro Comneno Ducas (r. 1216–1230) do Despotado de Epiro mesmo sabendo que ele havia também invadido vários territórios búlgaros ao sul, incluindo Ácrida e esta aliança foi sacramentada com o casamento de uma filha de João com o irmão de Teodoro, Manuel.
Depois da morte do imperador latino Roberto de Courtenay em 1228, os barões em Constantinopla consideraram João Asen II como um dos candidatos a regente ou guardião do pequeno Balduíno II; cogitaram, de modo a selar este compromisso, casar Helena, uma das filhas de João Asen II, com Balduíno II. Nesta época, Teodoro de Epiro já havia reconquistado Tessalônica das mãos do Império Latino (1224) e se fez coroar imperador ali pelo arcebispo autocéfalo de Ácrida. Ele prosseguiu sua marcha conquistando Adrianópolis e estava disposto a atacar a própria Constantinopla. Temendo uma intervenção de João Asen II no Império Latino, Teodoro desviou seu exército — que incluía muitos mercenários ocidentais — para o norte e invadiu a Bulgária em 1230. De acordo com a tradição, João Asen II levou o texto do tratado rompido preso na ponta de uma lança como um estandarte durante a batalha na qual derrotou decisivamente e capturou Teodoro. A vitória permitiu que João Asen II invadisse os territórios de Teodoro e conquistasse diversas possessões dos epirotas, do mar Negro e Adrianópolis a leste até o Adriático e Dirráquio a oeste. Mais para o sul, o território de Epiro e a região de Tessalônica foram deixadas a cargo do genro de João Asen, Manuel, que governava com o título de déspota.

### Influência sobre a Sérvia e a aliança com Niceia

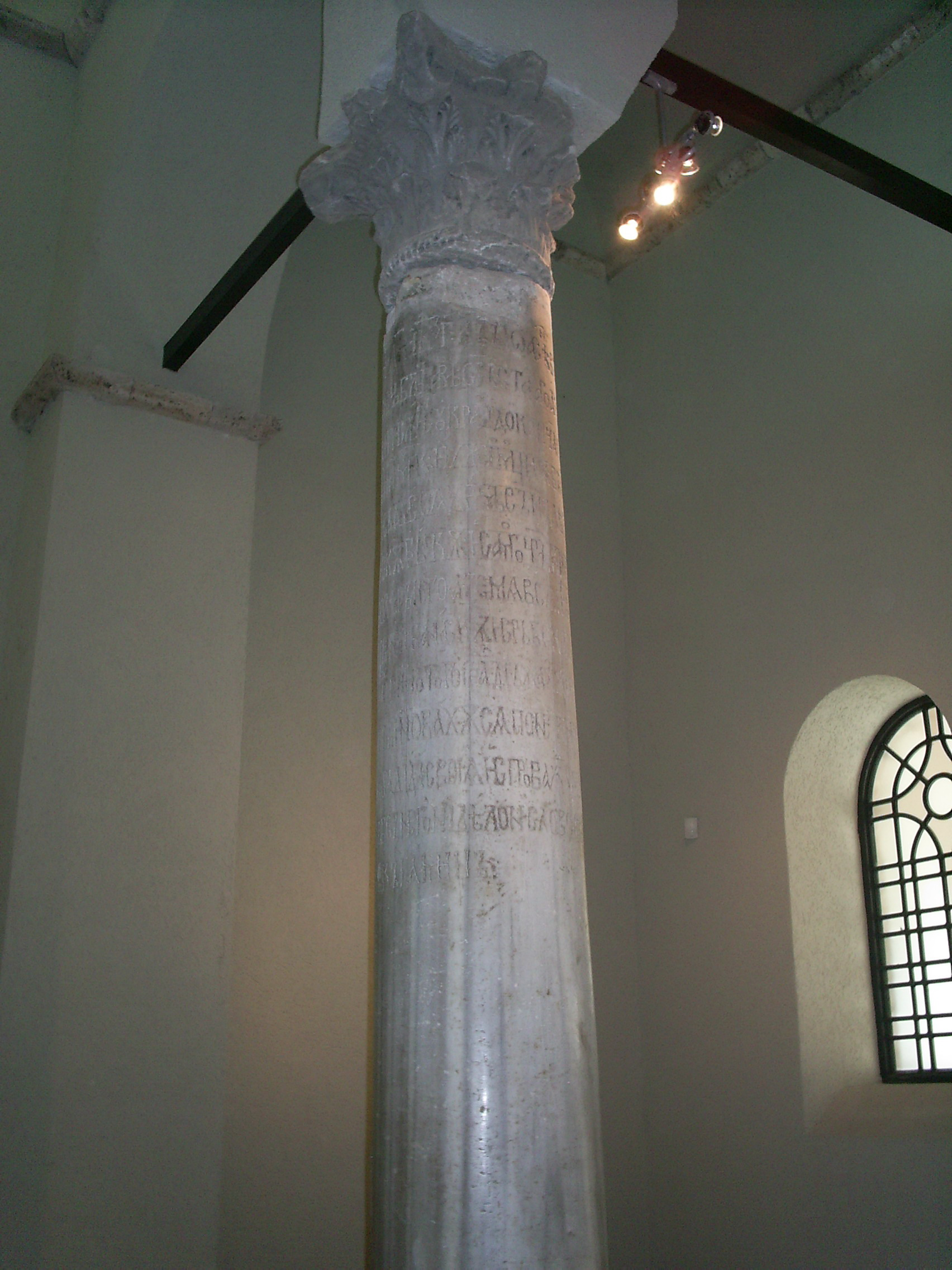
Inscrição de João Asen II na Igreja dos Santos Quarenta Mártires, em Tarnovo

Encorajado pelos próprios sucessos, João Asen II fez inscrever um memorial numa coluna na Igreja dos Santos Quarenta Mártires em sua capital, Tarnovo, no qual se vangloria por ter capturado Teodoro com a ajuda dos mártires, de ter conquistado suas terras e até mesmo de ter recebido a obediência dos latinos de Constantinopla:
| “ | No ano 6738 (1230), terceira indicção, João Asen, pela graça de Deus Cristo, verdadeiro tsar e soberano dos búlgaros, filho do antigo tsar Asen, erigi desde os seus alicerces e decorei com arte esta santa igreja em nome dos santos 40 mártires, dos quais recebi ajuda no décimo ano de meu reinado, quando este templo estava sendo decorado. Fiz guerra em Bizâncio e derrotei o exército grego e capturei seu tsar, Teodoro Comneno, junto a todos os seus boiardos. E ocupei todas as terras desde Odrin (Adrianópolis) até Drač (Dirráquio), as gregas e também as albanesas e sérvias; e as cidades ao redor de Constantinopla e aquelas governadas pelos frizes [latinos], mas também eles foram subjugados por meu império, porque não tinham outro tsar, mas para mim e graças a mim, eles passam seus dias, porque Deus mandou, porque sem ele nem um outro, nem uma palavra se produz. Glória a Ele para sempre, amém. | ” |

Mas este otimismo foi muito apressado. Já em 1231, a regência latina havia finalizado suas negociações com João de Brienne, o antigo rei de Jerusalém, que foi convidado a servir como guardião e coimperador de Balduíno II. Este ato levou ao rompimento da aliança entre búlgaros e latinos e empurrou João Asen II para uma aliança alternativa com o Império de Niceia.
Em 1234, um golpe de estado apoiado pelos búlgaros na Sérvia derrubou Estêvão Radoslau, um genro de Teodoro de Epiro, e o substituiu pelo irmão, Estêvão Vladislau I, um genro de João Asen II. A troca foi vista como uma ampliação da influência búlgara sobre a Sérvia, mas a extensão e natureza desta ampliação são incertas. Os dois governos passaram a cooperar entre si, mas Estêvão Vladislau não sobreviveu muito tempo depois da morte do sogro, sendo derrubado pelo irmão mais novo Estêvão Uresis I em 1242. Em 1243, o tio do rei sérvio, o arcebispo da Sérvia Sava morreu em Tarnovo e, dois anos depois, João Asen II permitiu que o sobrinho dele finalmente levasse o corpo de volta para a Sérvia.

### Invasões húngaras e a intervenção búlgara no Império Latino

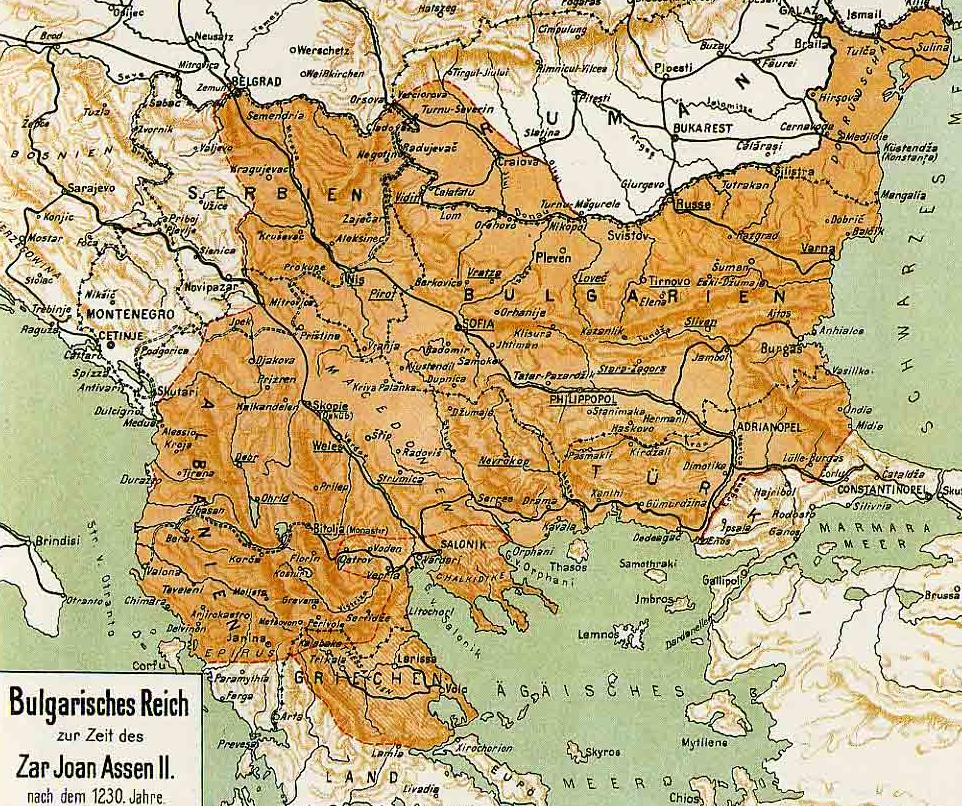
Segundo Império Búlgaro durante o reinado de João Asen II

A aliança entre a Bulgária e Niceia contra o Império Latino provocou represálias do papado e do Reino da Hungria (católico). Em 1232, os húngaros tomaram novamente a região de Belgrado e atacaram Sredec (Sófia), mas foram derrotados pelo irmão de João Asen II, Alexandre. Em 1233, sob a liderança do futuro rei Béla IV, os húngaros invadiram novamente, desta vez tomando a Valáquia Menor (ou ocidental, também chamada de Oltênia) e criando o Banato de Severino. Não se sabe ao certo por quanto tempo os invasores conseguiram defender os territórios recém-conquistados, mas eles já estavam novamente de posse dos búlgaros antes da invasão mongol de 1240–1241. Tanto a região de Belgrado quanto o Banato de Severino voltaram a ser conquistados pelos húngaros em 1246.
A nova política pró-nicena da Bulgária culminou com o casamento entre Helena, filha de João Asen II, com Teodoro Láscaris, o filho do imperador João III Ducas Vatatzes de Niceia e seu sucessor. A união dinástica foi celebrada em 1235 e coincidiu com a restauração do Patriarcado da Bulgária com o consentimento dos patriarcas orientais. Na sequência, João Asen II e João III embarcaram juntos numa campanha conjunta pelas terras do Império Latino na Europa, chegando a cercar Constantinopla, e efetivamente dividindo os territórios latinos na Trácia A morte de João de Brienne em 1237 deu a João Asen II novas esperanças de uma intervenção no império vizinho. Tornou às boas relações com os latinos e entrou em guerra com os nicenos, porém, esta mudança de política terminou quando, no mesmo ano, enquanto cercava a cidade nicena de Cenofrúrio (Çorlu), João Asen II recebeu a notícia da morte de sua esposa. Interpretando os eventos como um sinal de desfavorecimento divino, João fez a paz com o Império de Niceia.

### Fim do reinado
Em 1237, depois da morte de sua esposa, Ana Maria da Hungria, João Asen se casou com Irene, uma filha de Teodoro de Epiro, que era prisioneiro da corte búlgara desde a sua captura em 1230 e que havia sido cegado por conspiração. De acordo com um autor bizantino, João Asen amava Helena "não menos do que Antônio amava Cleópatra" e é possível que ela já fosse sua amante antes do casamento em 1237. Ao se casar com Irene, João provavelmente violou a lei canônica, pois sua filha de um casamento anterior era esposa do tio de Irene, Manuel de Tessalônica.  O casamento resultou na libertação de Teodoro, que retornou para Tessalônica, expulsou Manuel (que manteve o controle sobre a Tessália) e impôs seu próprio filho como déspota.
Os últimos anos do reinado de João Asen II demonstram a incapacidade do imperador de se comprometer completamente com um ou outro lado da disputa entre os latinos e nicenos. Embora a aliança nicena tenha sido renovada, João Asen permitiu que um destacamento cumano e um exército ocidental de 60 000 homens cruzassem suas terras para reforçar o Império Latino em 1240. A última ação de João Asen II nas fontes foi sua vitória sobre uma coluna de um exército mongol de Batu Khan quando ela voltava da Hungria em 1241. Não foi uma derrota decisiva e uma nova invasão mongol no ano seguinte forçou a Bulgária a se tornar tributária da Horda Dourada. Na época, porém, João Asen II já estava morto: ele faleceu em 24 de junho de 1241.

## Legado

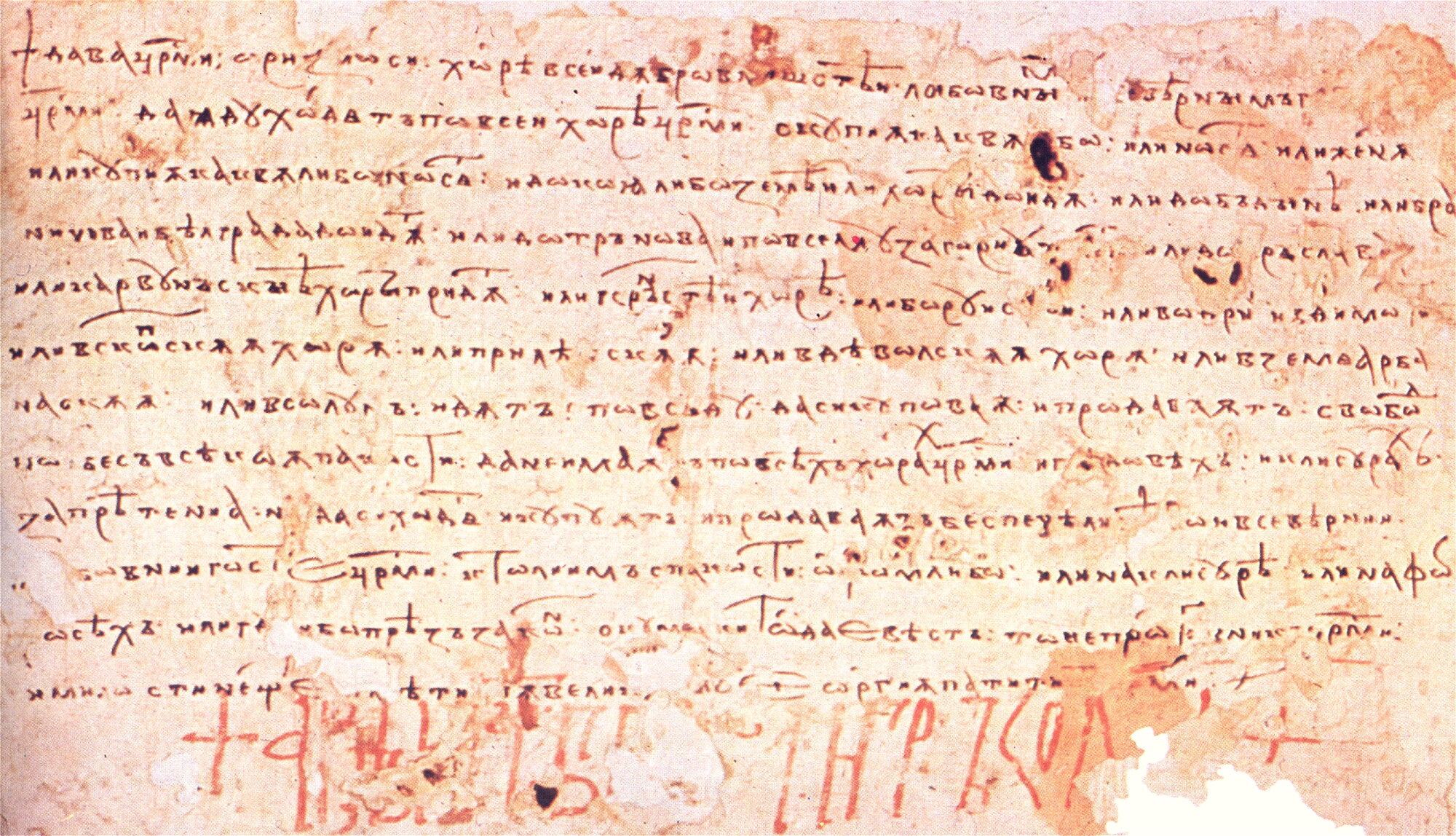
Uma permissão concedida por João Asen II aos comerciantes de Ragusa para que viajassem

João Asen II é considerado, com razão, um dos governantes mais importantes e bem sucedidos da Bulgária. Seu trabalho incluiu a restauração do patriarcado autocéfalo búlgaro em 1235 (depois de um longo período desde 1018), a cunhagem da primeira moeda búlgara original em ouro e em cobre, a supressão das várias forças que haviam assolado o reinado de seu predecessor, e a expansão das fronteiras búlgaras em todas as direções. João Asen II havia tentado promover a eficiência do Estado mediante a implantação de certo nível de controle administrativo e o estabelecimento dum tratado comercial com a República de Ragusa, então sob domínio da República de Veneza. Também mostrou moderação no campo de batalha e tratou de enfrentar os problemas através de soluções diplomáticas. No entanto, suas políticas mostraram-se consideravelmente inconsistentes, especialmente com relação a Niceia e o Império Latino. É possível que João Asen II não tivesse tido condições para decidir qual dos rivais era mais perigoso ou mais benéfico como aliado.
A longo prazo, suas ações (incluindo a vitória sobre Teodoro do Epiro e a preferência geral por Niceia) asseguraram a posição de Niceia como Estado sucessor bizantino com melhores condições para reconquistar Constantinopla. A influência búlgara sobre a Sérvia e Tessalônia terminou quando ele morreu. O rudimentar sistema administrativo que deixou não resistiu ao governo sucessivo de dois menores de idade, Colomano Asen I (r. 1241–1246) e Miguel Asen I (r. 1246–1256), e resultou em importantes perdas territoriais ante Niceia, Epiro e Hungria em 1246, para não mencionar que o Estado búlgaro se converteu num tributário da Horda Dourada em 1242. É difícil saber até que ponto João Asen II poderia ter sido capaz de evitar estes acontecimentos, porém pode ser reconhecido como tendo governando durante um período de rara prosperidade, paz interna, e hegemonia externa para a Bulgária medieval.

## Família

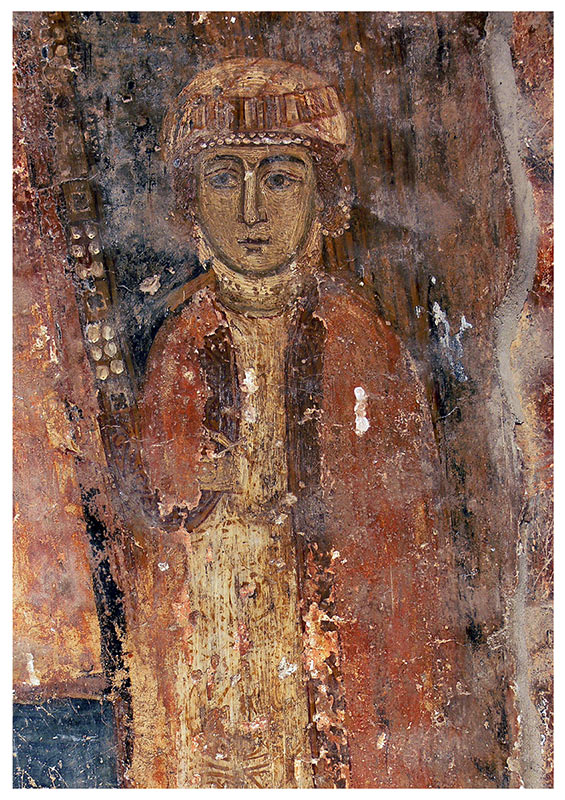
Retrato mural de Irene Comnena de Epiro

João Asen II se casou três vezes. Sua primeira esposa foi Ana (Anisia). Segundo o relato do historiador bizantino Jorge Acropolita, Ana foi uma concubina e não a esposa legítima de João Asen II. No entanto, o historiador búlgaro Ivan Bozhilov crê que isto é resultado da escassa informação de Acropolita. É possível que ela seja a mãe das duas filhas mais velhas de João:
- Maria (?), casada com Manuel de Tessalônica.
- Beloslava (?), casada com Estêvão Vladislau I da Sérvia.

Sua segunda esposa foi Ana Maria da Hungria, uma filha do rei André II, que morreu em 1237 e com quem teve diversos filhos, incluindo:
- Helena, casada com Teodoro II Ducas Láscaris do Império de Niceia.
- Tamar, que, em certa ocasião, alegou ser noiva do futuro imperador Miguel VIII Paleólogo.
- Colomano Asen I, que o sucedeu como imperador em 1241 e reinou até 1246.
- Pedro, que morreu em 1237.

Com sua terceira esposa, Irene (Xena) de Tessalônica, uma filha de Teodoro de Epiro e Maria Petralifena, teve três filhos:
- Ana (ou Teodora), casada com o sebastocrator Pedro antes de 1253.
- Maria, casada com Mitso Asen, imperador da Bulgária entre 1256 e 1257.
- Miguel Asen I, imperador da Bulgária entre 1246 e 1256.